# Hammrich

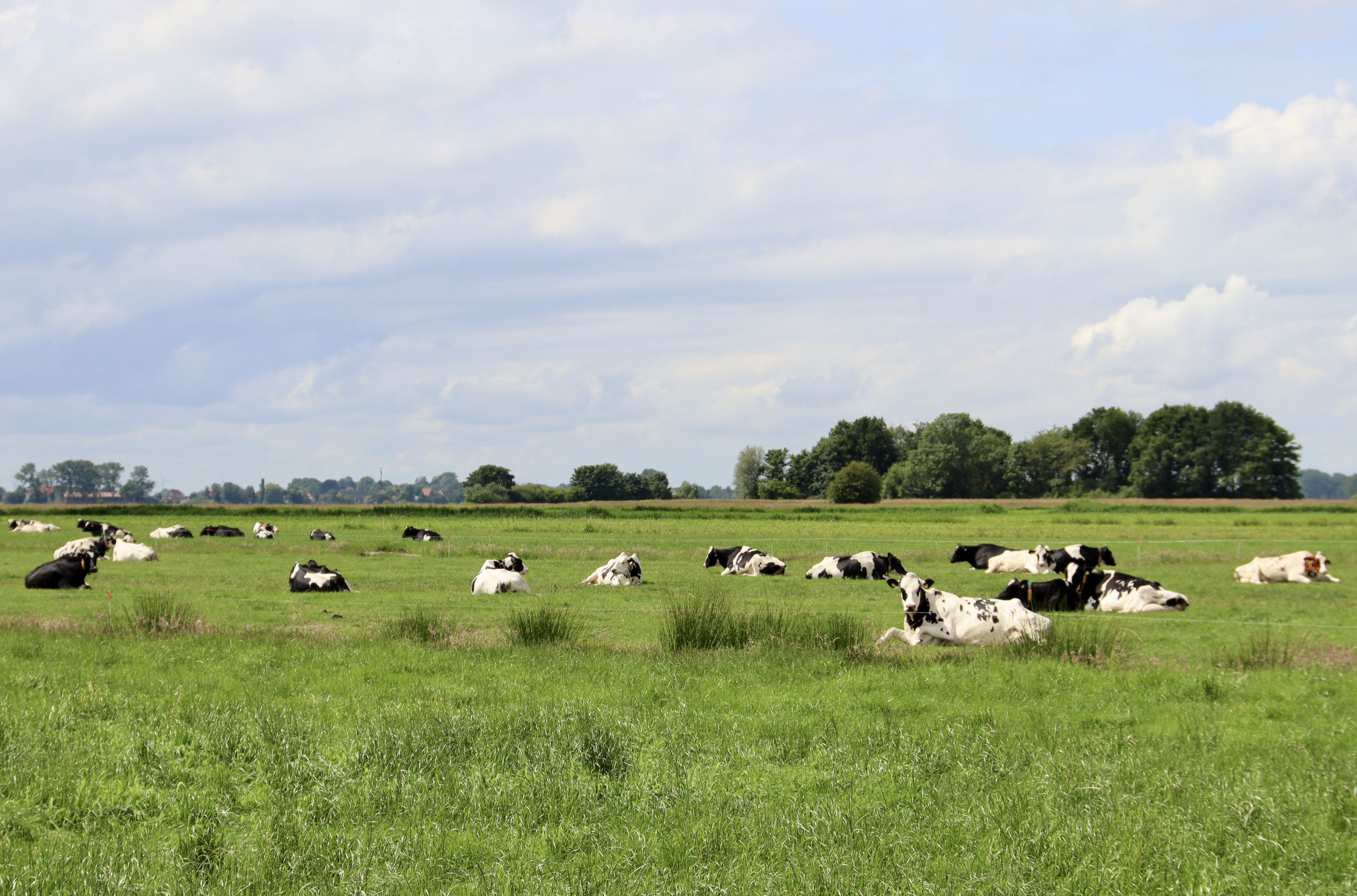
Hammrich bei Jemgum

Hammrich (auch: Hammer, Plattdüütsch: Hammerk) werden in Ostfriesland und im Wangerland die ebenen und großräumigen Wiesen und Weideflächen mit wenig bzw. ohne jegliche Bebauung genannt. „Die Bezeichnung ‚Hammrich‘ steht in Ostfriesland für als Wiese oder Weide genutztes Niederungsland (oft auch moorig) im Übergang von der Geest zur Marsch.“ Es handelt sich dabei um eine typisch ostfriesische Landschaft, die von kleinen Gewässern, den Schlooten sowie Tiefs durchzogen wird. Die Landschaft wurde im letzten Jahrhundert durch den Bau von Strommasten, der Autobahn A 31, Eisenbahntrassen und neuerdings gelegentlichen Windparks vom Erscheinungsbild stark zerschnitten.

## Wortherkunft
Hammrich, vom Friesischen Hammerke bedeutet so viel wie Dorfgrenzgebiet. Es setzt sich zusammen aus den Wörtern Häm (= Heim bzw. Dorf) und Mark (= Grenze bzw. Grenzgebiet). Da es das Wort Grenze als Trennlinie im Friesischen nicht gab (Grenze ist aus dem Slawischen entlehnt), bezeichnet die Mark ein Grenzgebiet. Daher ist der Hammrich das Grenzgebiet zwischen den Dörfern. „nnd. hamrîk, hammrîk, hammerîk, hammerk, Hammrich, d. h. eine ausgestreckte Fläche zusammenhängenden niedrigen Wiesenlandes, welches auf der einen Seite von der Geest und auf der anderen von der Marsch oder von dem angeschwemmten höheren Kleiboden begrenzt ist und früher ausschließlich zum Beweiden, bzw. als Meedland gebraucht wurde.“

## Wirtschaftliche Bedeutung
Heute werden vor allem diese Flächen neben der hauptsächlich landwirtschaftlichen Nutzung zur Errichtung von Windenergieanlagen genutzt. Nicht selten lassen sich Einzelgehöfte finden, z. B. der Minser Hammrich abseits des Küstenbadeortes Minsen.